# Bernard Schulé
 (juin 2022).
Bernard Schulé, né le 22 juillet 1909 à Zurich et mort 1er novembre 1996 à Genève, est un musicien et compositeur suisse.

## Biographie
Bernard Schulé commence le piano avec Mathilde Wullschleger à Zurich, puis l'orgue avec Marguerite Bosch. Il s'inscrit ensuite au Conservatoire de Zurich et étudie le piano avec Reinhold Laquai et l'orgue avec Ernst Isler, ainsi que le contrepoint avec Paul Muller et la composition avec Volkmar Andreae. En 1931, il part pour Paris afin de poursuivre sa formation auprès de Joseph Bonnet pour l'orgue, d’Alfred Cortot pour le piano, de Paul Dukas pour la composition et de Nadia Boulanger pour le contrepoint, avec qui il travaille par la suite en étroite collaboration amicale pour l’enseignement.
Pendant vingt-sept ans, Bernard Schulé vit dans la capitale française, où il travaille comme professeur de musique, organiste et maître de chapelle. 
De 1936 jusqu’en 1958, Bernard Schulé assume la charge de maitre de chapelle à l’église anglicane de l’ambassade britannique.
En parallèle de 1938 à 1945, il est à la Basilique Sainte-Clotilde de Paris sur l'orgue Aristide Cavaillé-Coll de César Franck, en tant qu'organiste suppléant de Charles Tournemire, puis de Joseph-Ermend Bonnal.
Il y rencontre des musiciens connus, notamment Arthur Honegger, Aaron Copland, Georges Enesco, Serge Prokofiev, Igor Stravinsky, Gustav Leonhardt, Olivier Messiaen, Maurice Duruflé, Gaston Litaize, Jean Langlais, Dinu Lipatti, Pierre Segond et Jean Françaix. Une amitié fidèle le lie à ces trois derniers. 
En 1958, il renonce à ses activités parisiennes et rentre en Suisse pour s'installer à Genève, afin de se consacrer pleinement à la composition et se spécialise également dans la musique de film.  À l'occasion de l'exposition nationale suisse de 1964 à Lausanne, Bernard Schulé écrit la musique prévue pour le pavillon des PTT, ainsi que pour le pavillon des Chemins de fer fédéraux suisses une production de Walt Disney, le Circarama. Ce dernier fut repris en 1965 lors de l’Exposition Internationale du Transport à Munich.
En 1939, il reçoit le premier prix du concours de composition Conférencia et en 1969, celui de la Société suisse de pédagogie musicale. En 1983, il décide de remettre l'ensemble de ses compositions à la Bibliothèque cantonale et universitaire de Lausanne, acte qui débouche sur la création d'un fonds Bernard Schulé.
Bernard Schulé décède le 1er novembre 1996 à Genève.

## Œuvres
Il a composé pour piano, orgue, soliste, différents styles de musique de chambre, orchestre symphonique, chœur, brass band.